# 蒙泰隆戈
蒙泰隆戈（義大利語：Montelongo），是意大利坎波巴索省的一个市镇。总面积12平方公里，人口414人，人口密度34.5人/平方公里（2009年）。ISTAT代码为070044。